# 메트로이드: 제로 미션
《메트로이드: 제로 미션》은 닌텐도 개발 제일부가 개발하고 닌텐도가 배급한 액션 어드벤처 게임이다. 게임보이 어드밴스용으로 제작된 두 번째 《메트로이드》 게임으로 북미에서 2004년 2월 9일 최초로 출시됐다. 1986년에 패밀리 컴퓨터로 발매된 시리즈 첫 작품 《메트로이드》의 리메이크로, 기존의 맵을 따온 구성에 현대적인 게임플레이를 적용했다.
발매 당시 《메트로이드: 제로 미션》은 새로운 컨텐츠 및 원작으로부터의 개선점으로 호평을 받았으나 짧은 플레이 시간에 대해서 비판을 받았다. 2005년 2월까지 판매량은 미국서 439,000장, 일본서 69,000장을 기록했다. 2014년 Wii U 버추얼 콘솔을 통해 재발매됐다.

## 개발
《메트로이드: 제로 미션》은 《메트로이드 II: 사무스의 귀환》을 제외한 시리즈 전 작품에 관여한 프로듀서 사카모토 요시오가 기획했다. 원작 《메트로이드》의 제작진 중 리메이크 개발에 참여한 사람은 사카모토가 유일했다.

## 참조
1. ↑  영어: Metroid: Zero Mission, 일본어: メトロイド ゼロミッション